# 新潟県道・山形県道52号山北関川線
新潟県道・山形県道52号山北関川線（にいがたけんどう・やまがたけんどう52ごう さんぽくせきかわせん）は、新潟県村上市から山形県鶴岡市に至る県道（主要地方道）である。

## 概要
新潟県・山形県を結ぶ県道は山形県道・新潟県道349号鶴岡村上線と当路線のみである。

### 路線データ
- 路線延長：18.2 km[要出典]
- 起点：新潟県村上市岩崎（国道7号交点）
- 終点：山形県鶴岡市関川（国道345号交点）

## 歴史
- 1993年（平成5年）5月11日 - 建設省から、県道山北関川線が山北関川線として主要地方道に指定される[1]。

## 路線状況

### 重複区間
- 新潟県道248号山熊田府屋停車場線（村上市府屋 - 温出間）

### 冬期閉鎖区間
- 新潟県村上市雷 - 山形県鶴岡市関川間（通称：雷峠）

## 地理

### 通過する自治体
- 新潟県
  - 村上市
- 山形県
  - 鶴岡市

### 交差する道路
- 国道7号（村上市岩崎）
- 新潟県道248号山熊田府屋停車場線（村上市温出）
- 国道345号（鶴岡市関川）